# Kanzleigebäude (Lübeck)

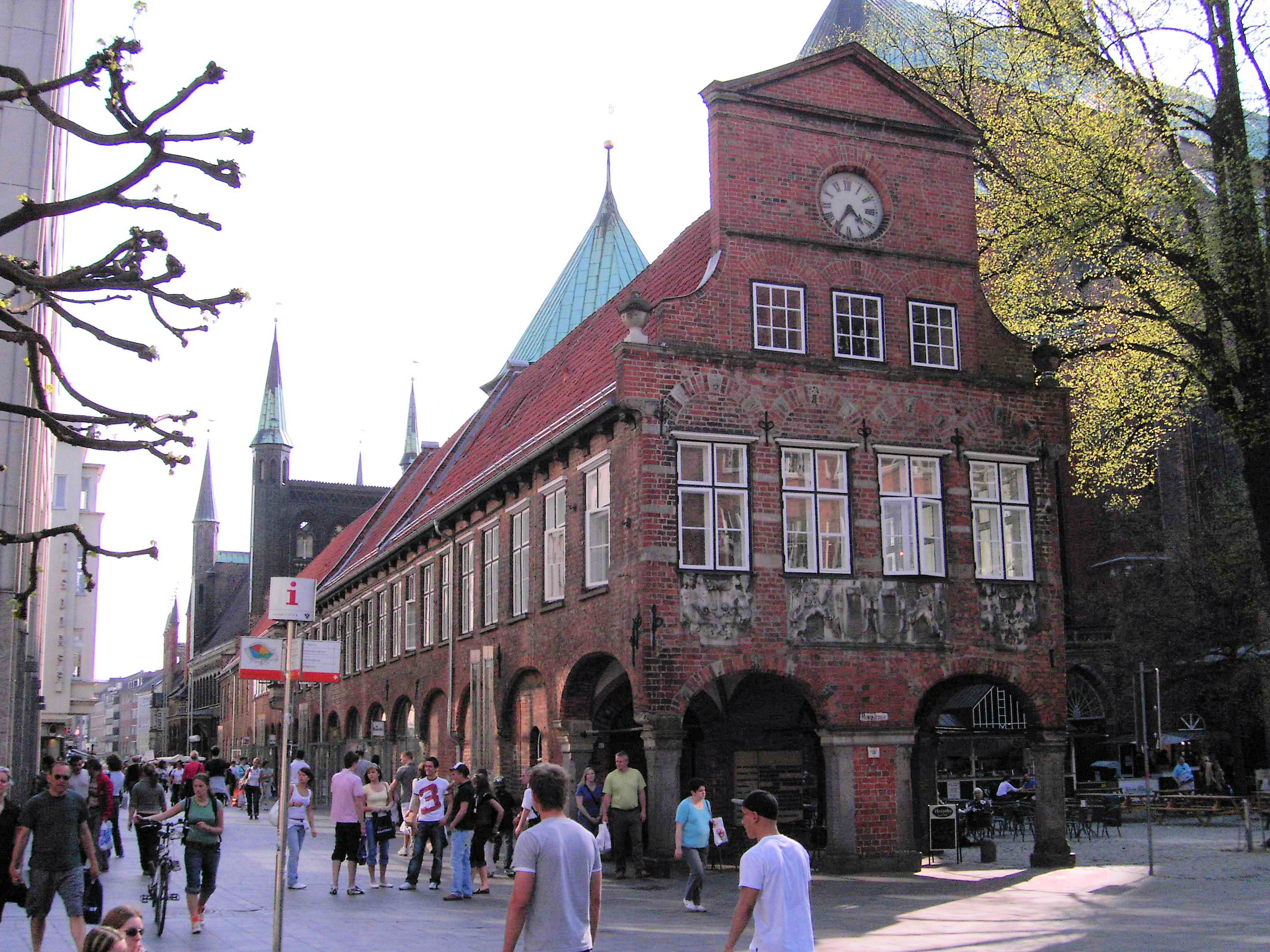
Kanzleigebäude

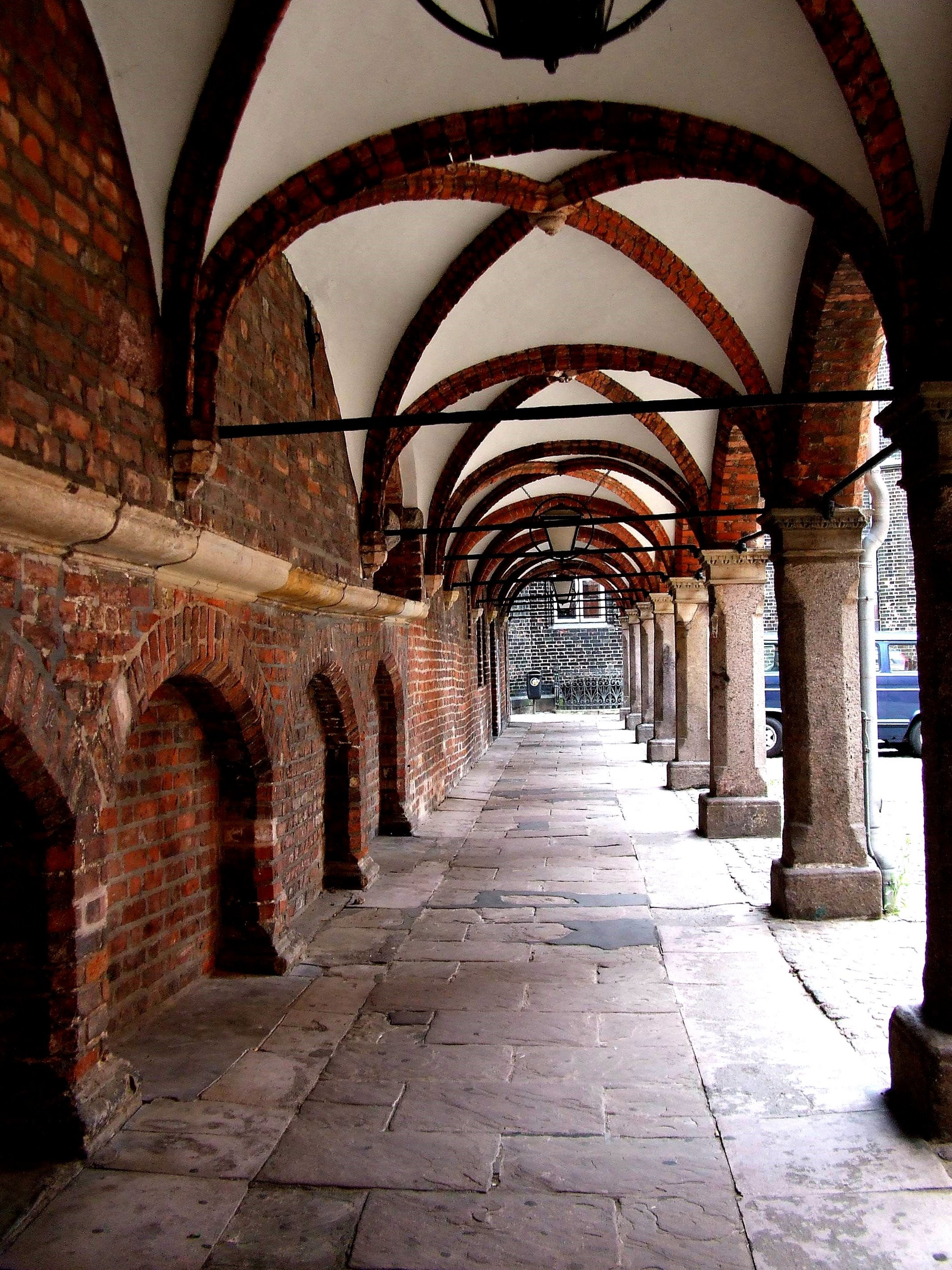
Arkaden des Kanzleigebäudes

Das Kanzleigebäude (damals Schriverie) wurde 1485 nach fünfjähriger Bauphase im gotischen Stil erbaut und befindet sich nördlich des Lübecker Rathauses an der Breiten Straße.

## Geschichte
1588 und 1614 wurde das Gebäude im Stil der Backsteinrenaissance bis zur Mengstraße hin erweitert. Es war der Sitz der Notare und Ratsschreiber, die hier auch von 1277 bis 1863 das Niederstadtbuch führten, das heute eine bedeutende Geschichtsquelle darstellt. In den bis 1818 offenen Arkaden des Untergeschosses befanden sich Buden, in den Kürschner und Schuster ihre Geschäfte und Werkstätten hatten. Zu Beginn des 19. Jahrhunderts befanden sich im Kanzleigebäude unter anderem das Pass- und Stempelamt, die Registratur mit dem Staatsarchiv und das Amtszimmer der Bierprobe.
Danach diente das Bauwerk auch als Polizeigebäude und wurde während dieser Zeit von den Lübecker Bürgern als der größte Automat der Stadt bezeichnet. Es kam nämlich häufig vor, dass Jugendliche mit Steinen die Fenster einwarfen und unten sofort ein Polizist herauskam. Über der Hasenpforte an der Ostseite des Gebäudes befindet sich ein Erkerfenster. In dem dazugehörigen Raum hatte der Polizeisenator seinen Sitz.
In den 1920er- und 1930er-Jahren wurde das Kanzleigebäude renoviert. Dabei entstand der von Asmus Jessen gestaltete Klinker-Fußboden sowie 1939 die Ausmalung eines Saals im Obergeschoss mit Adlermotiven (Adlersaal) durch Peter Thienhaus.
Bis vor kurzem befand sich im Kanzleigebäude die Touristeninformation und das Presseamt der Hansestadt Lübeck. Nun ist im Obergeschoss ein Café mit drei denkmalgeschützten Räumen, darunter der Adlersaal sowie das Literaturcafé, welches mit dem Buddenbrookhaus gegenüber in der Mengstraße zusammenarbeitet. Außerdem wurde ein Teil des Obergeschosses für Büroflächen genutzt. Im Untergeschoss haben Ende 2005 nach der Wiedereröffnung und Verglasung der Arkaden an der Ostseite einige Geschäfte eröffnet. Die Pläne für diesen Umbau stammen von Klaus Mai. An der Westseite befindet sich ein ca. 50 Meter langer Arkaden-Gang, der entlang des Chors der Lübecker Marienkirche zur Nordseite des Rathauses führt.